# John van Geenen
John van Geenen (Mill, 23 juli 1964) is een Nederlands voormalig voetballer en voetbaltrainer.
Van Geenen begon met voetballen bij Juliana Mill. Tussen 1982 en 1986 speelde hij als centrale middenvelder 43 wedstrijden voor N.E.C.. In deze periode heeft hij onder meer in Camp Nou tegen FC Barcelona gespeeld. In 1986 ging hij naar TOP Oss  waarmee hij in 1991 zijn rentree maakte in het profvoetbal en waar hij tot 1994 zou spelen. Hierna speelde hij nog voor de amateurs van O.S.S.’20, JVC Cuijk, terug bij Juliana Mill om vervolgens af te sluiten bij SV Estria. 
Van Geenen heeft de trainingscursus gedaan en is trainer van HBV en RKSV Volkel geweest. In 2016 stapte hij over van RKVV Volharding naar Overasseltse Boys. Van 2019 tot 2021 was hij trainer van SV DWSH '18.